# 卡马西平
 卡馬西平 （INN：carbamazepine，CBZ），常见商品名 Tegretol（得理多），是一種治療癲癇和神經性疼痛的抗癲癇藥。它可作為輔助藥物，與其他藥物一起治療思覺失調，並用作治療雙相情緒障礙症的二線藥物。卡馬西平對於局部性和全身性癲癇發作的作用似乎與苯妥英和丙戊酸一樣有效。它對於失神癲癇發作或肌陣攣發作無治療效果。
卡馬西平於1953年由瑞士化學家Walter Schindler發現。於1962年首次被核准在瑞士用於治療癲癇。

## 醫療用途

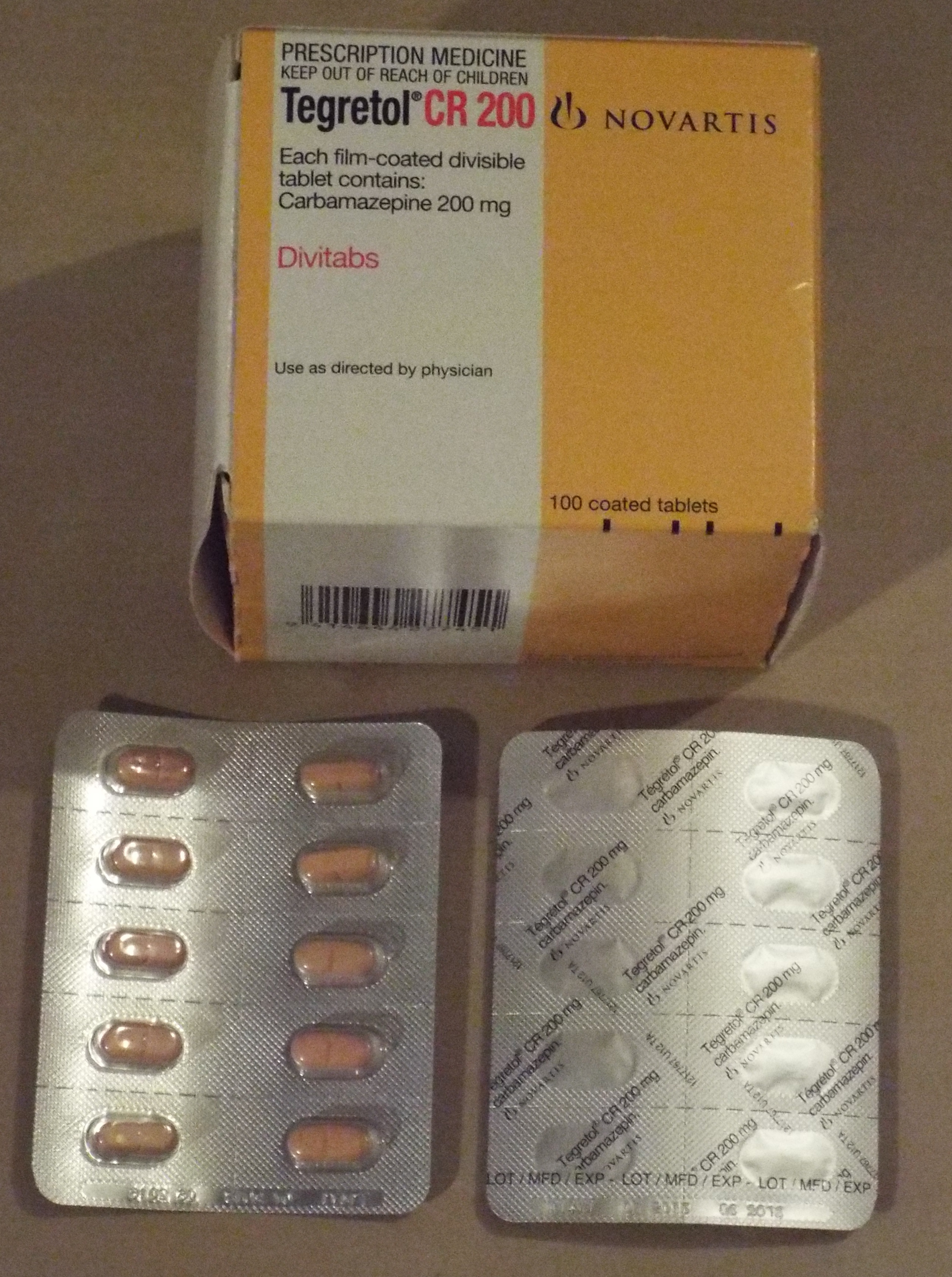
冠有Tegretol品牌的卡馬西平200毫克控釋片劑（紐西蘭製造）。

卡馬西平通常用於治療癲癇和神經性疼痛，也作為治療雙相情緒障礙症的二線藥物（仿單標示外使用），並在某些思覺失調病例的治療中，當單獨用傳統抗精神病藥治療失敗時，可作為輔助用藥使用。然而證據並不支持將此藥物用於治療思覺失調。它對失神癲癇發作或肌陣攣的治療無效。雖然卡馬西平可能與苯妥英和丙戊酸具有相似作用和功效，但在藥物選擇上應根據個人情況進行評估，再進一步確定哪種藥物對新發癲癇患者最有幫助。
卡馬西平在美國被註冊為適於治療癲癇（包括局部性癲癇發作、全身性強直陣攣發作和混合性癲癇發作）及三叉神經痛。卡馬西平是唯一經美國食品藥物管理局（FDA）核准用於治療三叉神經痛的藥物。
截至2014年，市面上有改良釋放劑量製劑販售，初步證據顯示其副作用較少，但療效是否與其他製劑有異，證據尚不明確。

## 不良影響
於美國販售的卡馬西平，包裝的標籤上含有下列警告：
- 對人體產生紅血球、白血球和血小板的影響：發生再生不良性貧血和粒細胞減少症（英语：agranulocytosis）重大影響的報告屬於罕見，常見的是如白血球或血小板數量減少，但不會發展成為更嚴重的問題。[3]
- 自殺風險升高[14]
- 低鈉血症和不適切抗利尿激素分泌症候群（英语：syndrome of inappropriate antidiuretic hormone secretion）（SIADH）的風險會增加[3][15]
- 患者突然停止用藥後，有癲癇發作的風險[3]
- 懷孕婦女使用後，會對胎兒造成風險，特別是有可能出現脊柱裂等先天畸形和發育障礙。[3][16]
- 胰腺炎
- 肝炎
- 頭暈
- 骨髓抑制
- 史蒂芬斯－強森症候群

常見的不良反應可能有嗜睡、頭暈、頭痛和偏頭痛、共濟失調、噁心、嘔吐和/或便秘。服用卡馬西平期間飲酒，可能會導致中樞神經系統抑制加劇。
較不常見的副作用可能包括混合癲癇症患者癲癇發作風險增加、心律不整、視力模糊或複視。此外也有罕見聽覺副作用的病例報告，患者感知到的聲音比以前低大約半音，通常大多數人不會注意到這種不尋常的副作用，且在停止服藥後就會消失。

### 藥物基因學
使用卡馬西平而導致的嚴重皮膚反應，如史蒂芬斯－強森症候群（SJS）或中毒性表皮壞死鬆解症（TEN），在攜帶特定人類白血球抗原基因變異（等位基因）HLA-B *1502的人群中較為常見。攜帶等位基因的人發生SJS或TEN的發生比有可能達到兩位數（10的倍數）、三位數（百的倍數）甚至是四位數（千的倍數），取決於所屬的族群。HLA-B*1502幾乎只出現在廣大地區的亞洲血統人群中，但在歐洲、日本、韓國和非洲人群中出現的頻率非常低，或是不存在。然而攜帶有HLA-A*31:01等位基因的人群（如日本、中國、韓國和歐洲人）已成為會明顯受到卡馬西平導致的輕度和嚴重不良反應（例如藥物疹合併嗜伊紅血症及全身症狀（DRESS）形式的嚴重皮膚反應）的族群。研究顯示卡馬西平為一種有效抗原，可與HLA-B*1502類似的抗原呈現區域結合，在未成熟的細胞毒性T細胞上觸發持久的激活信號，而導致廣泛的細胞毒性反應，如前述的SJS及TEN。

## 交互作用
卡馬西平具有潛在的藥物相互作用。可降低卡馬西平分解或以其他方式增加其水平的藥物有紅黴素、西咪替丁、右旋丙氧芬和鈣通道阻滯劑。葡萄柚汁會抑制腸壁和肝臟中的CYP3A4酵素而提高卡馬西平的生物利用度。當此藥物與苯巴比妥、苯妥英或撲米酮一起使用時，會將卡馬西平的水平降低，而可能導致突破性癲癇發作。
丙戊酸和伐諾拉酰胺會抑制微粒體環氧化物水解酶 (mEH)，而mEH負責將卡馬西平活性代謝物 - 卡馬西平-10,11-環氧化物 - 分解為無活性代謝物。丙戊酸和伐諾拉酰胺因抑制mEH而引起活性代謝物積累，會延長卡馬西平的作用並延遲其被人體排泄。
卡馬西平是細胞色素P450酶的誘導劑，可能會增加許多藥物的清除率，將藥物在血液中的濃度降低至亞治療水平，並將預期效果降低。卡馬西平會加快以下藥物的代謝：華法林、拉莫三嗪、苯妥英、茶鹼、丙戊酸、多種苯二氮平類藥物和美沙酮。卡馬西平也會增加避孕藥中激素的代謝，可能降低其有效性而導致意料之外的受孕發生。

## 藥理學

### 作用機轉
卡馬西平是一種鈉離子通道阻滯劑。它優先結合處於非活性構象的電壓門控鈉離子通道，而防止動作電位的重複和持續放電。卡馬西平對血清素系統有影響，但與抗癲癇作用的相關性尚不確定。有證據顯示它是一種血清素釋放劑，甚至可能是一種血清素再攝取抑制劑。有人認為卡馬西平還可阻斷電壓門控鈣通道，而減少神經傳導物質釋放。

### 藥物動力學

卡馬西平代謝過程：上：卡馬西平•中：卡馬西平-10,11-環氧化物（活化代謝物）•下：卡馬西平-反式-10,11-二醇（滅活代謝物），之後成為葡萄醣醛酸苷。

卡馬西平經口服後，人體吸收速度相對緩慢但幾乎可完全吸收。根據劑型，4至24小時後其於血漿中濃度會達到峰值。緩釋片劑的吸收率會比一般片劑的降低約15%，血漿峰值濃度降低約25%，且濃度波動較小，但最小血藥濃度並未顯著降低。
在血液循環中，卡馬西平本身佔總殘留量的20%至30%，其餘的是代謝物，70%至80%的殘留物與血漿蛋白結合。母乳中的濃度是血漿中濃度的25%至60%。
卡馬西平本身不具有藥理活性。它主要被CYP3A4激活，並生成卡馬西平-10,11-環氧化物，此環氧化物是抗癲癇作用的唯一來源。然後環氧化物被微粒體環氧化物水解酶 (mEH) 滅活，生成卡馬西平-反式-10,11-二醇，進一步再成為葡萄醣醛酸苷。其他代謝物有各種羥基衍生物和卡馬西平-N-葡萄醣醛酸苷。
卡馬西平單次劑量給藥的生物半衰期約為35～40小時，但它是細胞色素P450酶的強誘導劑，重複給藥時的生物半衰期縮短至約12～17小時。其他酵素誘導劑如苯妥英或苯巴比妥可將半衰期進一步縮短至9-10小時。此藥物約有70%會經由尿液排出（幾乎全為代謝物形式），30%經由糞便排出。

## 歷史
卡馬西平是1953年由在J.R. Geigy AG（後被藥業諾華併入）工作的瑞士化學家Walter Schindler所發現。其於1963年首次作為治療癲癇的藥物在瑞士上市，商品名為Tegretol，同時又用於治療三叉神經痛。英國自1965年起用其作抗癲癇藥，美國於1968年批准其用作醫療用途。
此藥物在20世紀70年代一直被研究用於治療雙相情緒障礙症。
目前市面已有此藥物的通用名藥物流通。卡馬西平已被列入世界衛生組織基本藥物標準清單之中。此藥物於2020年在美國最常用處方藥中排名第185，開立的處方箋超過200萬張。

## 社會與文化

### 環境影響
在美國污水處理廠的污水中:224 以及接受污水處理廠排出水的溪流中可檢測出卡馬西平及其生物轉化產物的蹤跡。相關機構已進行過現場和實驗室研究，以了解在摻有來自污水處理廠污泥的土壤中所生長的食品植物中此藥物的積累情況，及其隨著污泥中存在的藥物濃度和土壤中污泥成分的變化而變化的後續結果。於2014年所發表的一項審查，結論是"根據該研究結果，在用含有卡馬西平的生物固體所改良的土壤中生長的植物，其積累程度對人類健康構成微不足道的風險。":227

### 品牌名稱
卡馬西平在全球以許多品牌出售，Tegretol是其中之一。

## 延伸閱讀
- Iqbal MM, Gundlapalli SP, Ryan WG, Ryals T, Passman TE. . Southern Medical Journal. March 2001, 94 (3): 304–22  [2024-04-14]. PMID 11284518. doi:10.1097/00007611-200194030-00007. （原始内容存档于2020-07-27）.
- Dean L. . Pratt VM, McLeod HL, Rubinstein WS,  et al  (编). . National Center for Biotechnology Information (NCBI). 2015  [2024-04-14]. PMID 28520367. Bookshelf ID: NBK321445. （原始内容存档于2020-10-26）.

## 外部連結
- . Drug Information Portal. U.S. National Library of Medicine.   [2024-04-14]. （原始内容存档于2022-11-29）.
- Carbamazepine （页面存档备份，存于）. UK National Health Service

Template:Neuropathic pain and fibromyalgia pharmacotherapies
Template:Tricyclics